# Galería de Arte Álvaro Santos
La Galería de Arte Álvaro Santos (en portugués, Galeria de Arte Álvaro Santos) es una galería pública de arte contemporáneo en Aracaju, Brasil que conmemora las obras de arte del artista Álvaro Santos. La galería fue fundada en 1966 y está localizada en la plaza Olímpio Campos en el centro de la ciudad. La galería es propiedad del Ministerio de Cultura del gobierno brasileño.

## Historia
La Galería de Arte Álvaro Santos fue fundada el 26 de septiembre de 1966. En el sitio de la actual galería se encontraba un antiguo acuario. La exposición inaugural fue abierta al público en una ceremonia donde la sobrina del artista, Marlene Álvarez Santos, cortó una cinta de manera simbólica, inaugurando así la galería.
La galería es un escaparate importante de arte y cultura local en la ciudad de Aracaju. La galería suele organizar exposiciones de artistas locales, nacionales e incluso internacionales. La galería también acoge estrenos culturales, presentaciones de libro, exposiciones de óleos y esculturas, así como charlas y pequeñas fiestas.